# Smerinthus atlanticus

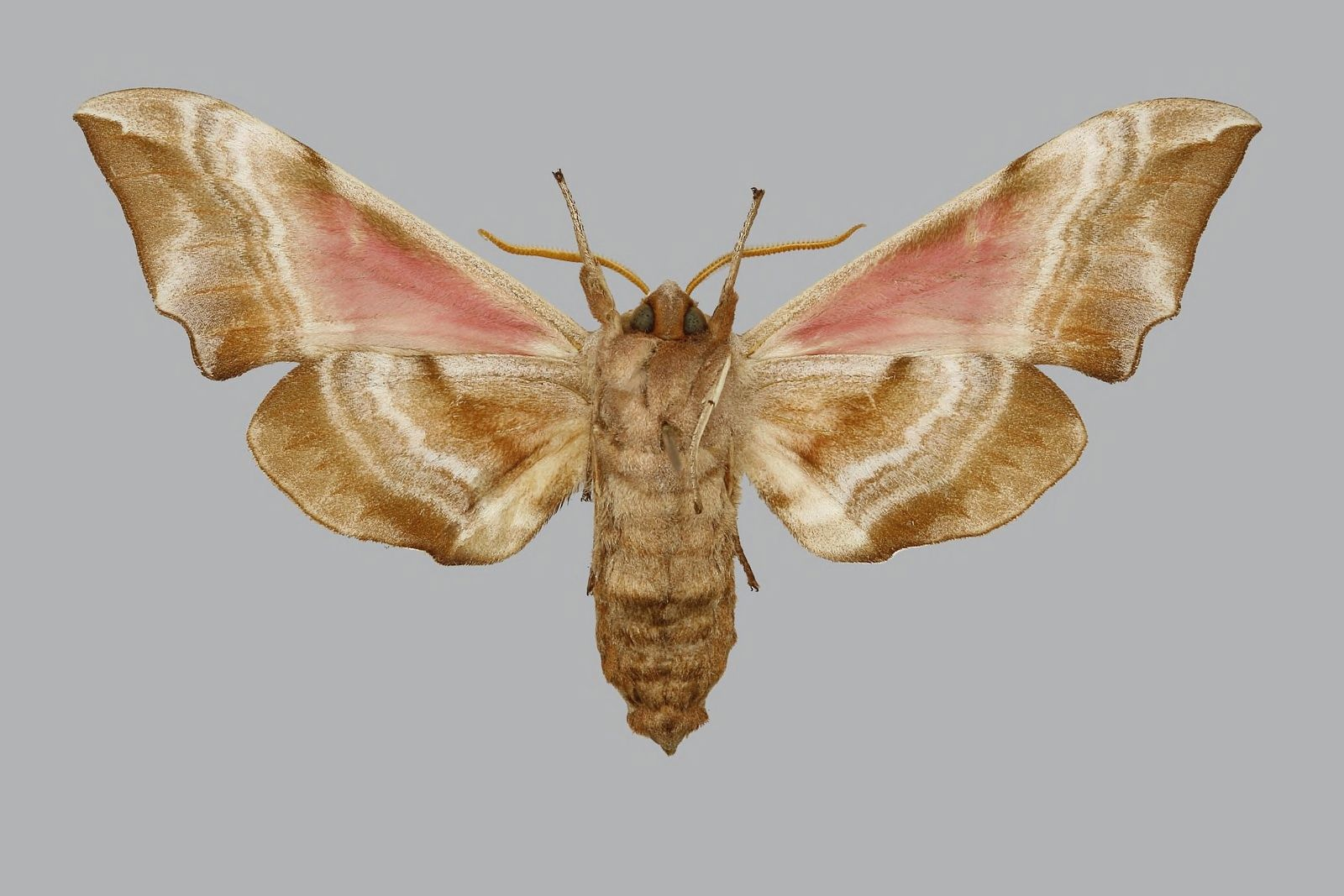
Männchen (Präparat, Unterseite)

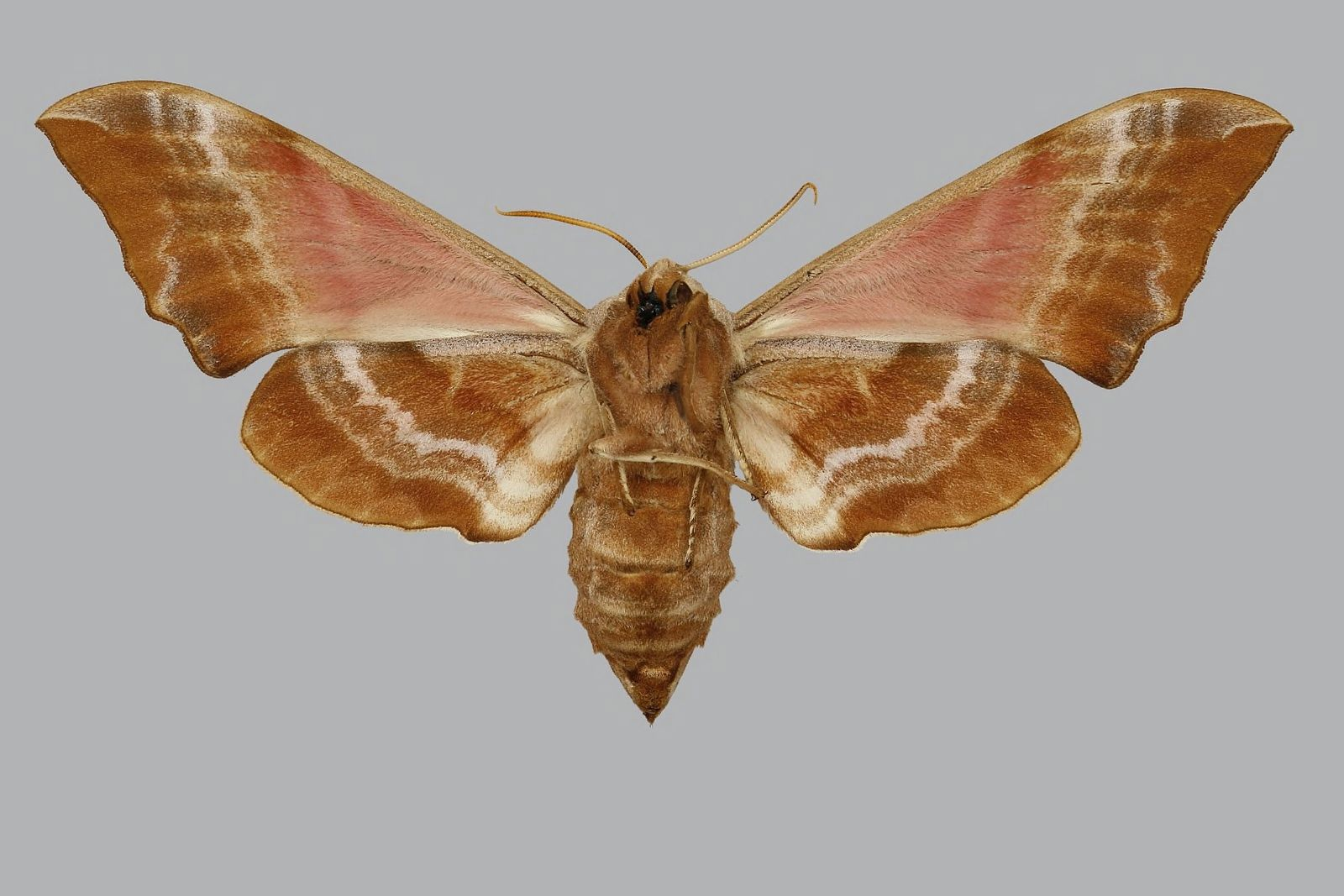
Weibchen (Präparat, Unterseite)

Smerinthus atlanticus ist ein Schmetterling (Nachtfalter) aus der Familie der Schwärmer (Sphingidae). Aktuell wird das Taxon von Kitching in Bestätigung von Eitschberger (2002) als valide Art betrachtet. Der Status dieses Taxons ist aber teilweise umstritten und wurde auch seit der Erstbeschreibung mehrfach verändert. So geht Pittaway auf Grund der starken morphologischen Ähnlichkeiten bzw. Überlappungen mit dem Abendpfauenauge (Smerinthus ocellata) sowie der Tatsache, dass die Art mit dem Abendpfauenauge häufig reproduktionsfähige Hybride bilde, davon aus, dass es sich um eine Unterart des Abendpfauenauges handle.

## Merkmale
Die Falter haben eine Flügelspannweite von 85 bis 110 Millimetern. Sie sind größer und blasser gefärbt als die sehr ähnlichen Falter von Smerinthus ocellata, wobei sich die Schwankungsbreite der Färbung der Individuen aber überlappt. Die Falter der Frühjahrsgeneration sind kleiner und dunkler gefärbt als die der Sommergeneration. Bei den Genitalien der Männchen ist der Sacculus länger und distal schmaler als bei Smerinthus ocellata. Die hintere Hälfte des Aedeagus ist kräftiger gebaut und stärker gekrümmt und wirkt nahezu gekröpft.
Die Eier unterscheiden sich nicht von denen des Abendpfauenauges. Die Raupen werden 70 bis 90 Millimeter lang. Sie sehen denen des Abendpfauenauges sehr ähnlich, sind jedoch größer und tragen ein kräftigeres, einheitlich blaugrau gefärbtes Analhorn. Die Puppe ist 38 bis 45 Millimeter lang und bei allen ihren Merkmalen denen der Puppen des Abendpfauenauges ähnlich.

## Vorkommen
Die Art ist in Nordafrika in Atlasgebirge und dem umgrenzenden Flachland von Marokko bis Tunesien verbreitet und kommt auch auf Sardinien und Korsika vor. Besiedelt werden Schonungen und Flussläufe mit Bewuchs von Weiden (Salix) und Pappeln (Populus), wie auch feuchte Rinnen und Gräben mit reichlichem Weidenbewuchs.

## Lebensweise
Die Falter fliegen pro Jahr in zwei Generationen, die hauptsächlich im April/Mai sowie im Juli/August fliegen. Einzelne Falter kann man aber von März bis September antreffen. Die Raupen treten von Anfang Mai bis Oktober auf. Sie ernähren sich von Weiden und Pappeln. Parasitoide, die die Art befallen, sind nicht bekannt.

## Taxonomie und Systematik
Jules Léon Austaut beschrieb die Art 1890 anhand von Faltern aus einer Ex-larva-Zucht. Die Raupen stammten aus dem Süden Marokkos und der marokkanischen Präfektur Oujda-Angad an der algerischen Grenze. Sie wurde bereits 1894 durch Lionel Walter Rothschild als Synonym des Abendpfauenauges betrachtet. 1901 ging Staudinger davon aus, dass es sich um eine geographische Varietät des Abendpfauenauges handelt. Sie wurde 1989 von Eitschberger, Danner & Surholt wieder in den Artrang erhoben, um erneut von Pittaway 1993, diesmal als Unterart, mit Smerinthus ocellata resynonymisiert zu werden. Bridges behandelte sie 1993 fälschlicherweise als Art, woraufhin Kitching & Cadiou sie 2000 wieder als Unterart von Smerinthus ocellata resynonymisierten. Schließlich wurde der Artstatus 2002 durch Eitschberger wieder hergestellt, was aktuell auch von Kitching als richtig betrachtet wird.

## Belege